# أرني فيرين
أرني فيرين (بالإنجليزية: Arnie Ferrin)‏ مواليد 29 يوليو 1925 في سولت ليك، هو لاعب كرة سلة أمريكي معتزل. بدأ مسيرته الاحترافية في سنة 1948. تم اختياره من قبل فريق لوس أنجلوس ليكرز خلال الدرافت. يبلغ طوله 6 قدم 2 بوصة (1.9 م). لعب كرة السلة الجامعية في جامعة يوتا. اعتزل اللعب في 1951. فاز بلقب دوري إن بي إيه. أحرز خلال مسيرته في الإن بي إيه 1037 نقطة بمعدل 5.8 نقاط في المباراة الواحدة.

## روابط خارجية
- أرني فيرين على موقع إن بي أي (الإنجليزية)
- أرني فيرين على موقع سبورتس رفرنس (الإنجليزية)
- أرني فيرين على موقع كلية كرة السلة في سبورتس رفرنس.كوم (الإنجليزية)
- أرني فيرين على موقع ريلجم (الإنجليزية)
- أرني فيرين على موقع بروبوليرز (الإنجليزية)
- أرني فيرين على موقع قاعة المشاهير الجامعة الوطنية لكرة السلة (الإنجليزية)